# Nombre de la bèstia
En numerologia, el 666 és el nombre de la bèstia, relacionat habitualment amb el dimoni o amb l'Anticrist.
L'origen d'aquesta associació es troba en el llibre de l'Apocalipsi al Nou Testament on diu:
| "Aquí hi ha coneixement: qui tingui enteniment, que compti el nombre de la bèstia, ja que és nombre d'home, i la seva xifra és sis-cents seixanta-sis." Apocalipsi 13,18. |

## Diferents interpretacions
Hi ha diverses teories sobre aquest versicle, i molts personatges històrics (per exemple Neró) han estat relacionats amb l'Anticrist buscant relacions numèriques entre el seu nom i el nombre 666.

### Visió cristiana
Tot i que l'origen probable es troba a la numerologia hebrea, molts cristians han intentat justificar el perquè d'aquesta xifra. El 666 és el 999 invertit (igual que el triangle invertit sol ser símbol de Satan i el recte de Déu). 999 seria una xifra divina, ja que surt tres vegades el 9, que és 3x3 (essent tres el nombre de la Trinitat).
Segons algunes doctrines religioses cristianes, aquest nombre seria la marca que imposaria el dictador mundial (l'Anticrist), en la mà dreta o el front de cada ser humà, al final dels temps.

### Visió jueva
El nombre 666 és considerat un nombre místic i sagrat. El 6 també fa referència als sis dies de la creació del món.
A més és el valor numèric de: ""ועתה יגדל-נא כח אד-ני" ("Ata yigdal na koach Ado-nai"; "Sigui, engrandida la fortalesa del Senyor") (Nombres 14:17).

### Visió acadèmica

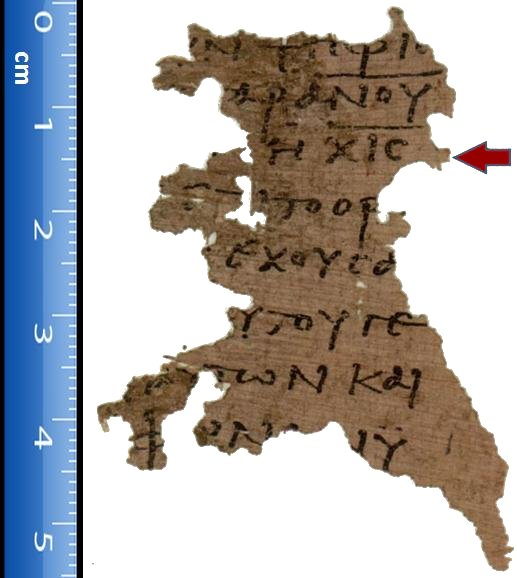
Papir Oxirrinc 4499 (^{115} Gregory-Aland) on el maig del 2005 fou desxifrat χιϛʹ com a 616.

Investigacions sobre descobriments recents, com els Papirs d'Oxirrinc, una de les col·leccions de manuscrits més importants, actualment a l'Ashmolean Museum d'Oxford, han confirmat que el nombre representat en l'original de l'Apocalipsi de Joan en realitat fou el 616 i no el 666. Encara que ja se sabia que la variant de 616 existia, atès que autors com Ireneu l'esmenten. El descobriment del seu original grec suggereix que la redacció més primitiva de l'Apocalipsi de Joan portava el nombre 616 per referir-se al nom d'una persona a qui els cristians denunciaven com a enemic.

## Neró
Els estudiosos creuen que el llibre de l'Apocalipsi es refereix a persones i esdeveniments històrics del segle i i sostenen que el nombre 666 representa a Neró. En la numerologia hebrea (Guematria), cada lletra té un nombre corresponent. Resumint aquestes xifres dona un valor numèric a una paraula o nom. L'ortografia grega, "Neró Kaiser", traduït a l'hebreu com "נרון קסר" o "nrvn QSR". convertint les lletres en nombres dona com a resultat el 666, tal com es mostra:
| Resh (ר) | Samekh (ס) | Koof (ק) | Noon (נ) | Vav (ו) | Resh (ר) | Noon (נ) | TOTAL |
| 200      | 60         | 100      | 50       | 6       | 200      | 50       | 666   |

Per contra, si agafem del llatí la paraula, Neró Caesar, que traduït a l'hebreu "נרו קסר" o "NRV QSR" ens dona segons el sistema de guematria hebrea un valor de 616.;
| Resh(ר) | Samekh (ס) | Koof (ק) | vav (ו) | Resh (ר) | Noon (נ) | TOTAL |
| 200     | 60         | 100      | 6       | 200      | 50       | 616   |

## Calígula
David C. Parker, professor de Nou Testament de crítica textual i Paleografia a la Universitat de Birmingham diu que el nombre correcte, 616, es refereix a l'emperador Calígula. En el seu intent d'aixecar la seva estàtua al Temple de Jerusalem pot haver inspirat a l'autor del llibre de Revelació(Apocalipsi) de parlar contra l'emperador romà. En hebreu, Gai Cèsar Calígula és גסקלגסקסר (gsqlgs QSR). Fent la corresponent conversió ens dona el valor 616.
| Resh | Samekh | Koof | Samekh | Gimel | Lamed | Koof | Samekh | Gimel | TOTAL |
| 200  | 60     | 100  | 60     | 3     | 30    | 100  | 60     | 3     | 616   |

En grec, "Gaios Kaisar" ens dona també 616
| Γ | α | ι  | ο  | σς  | Κ  | α | ι  | σς  | α | ρ   | TOTAL |
| 3 | 1 | 10 | 70 | 200 | 20 | 1 | 10 | 200 | 1 | 100 | 616   |

## El papa de Roma
Alguns comentaristes protestants de la Bíblia han equiparat la bèstia del capítol 13 de l'Apocalipsi amb el papa. Efectivament, els caràcters d'un suposat títol del papa, Vicarius filii Dei (Vicari del Fill de Déu), sumen al total de 666 en nombres romans. El primer registre existent d'un escriptor protestant sobre aquest tema és del Professor Andreas Helwig el 1612 en la seva obra Antichristus Romà;. L'esmentat títol apareix en un document anomenat Donació de Constantí, document falsificat per l'emperador Constantí el Gran, pel qual grans privilegis i riques possessions eren conferides al papa i l'Església romana. No obstant això, aquest títol mai va ser un títol oficial del papa.
| V | I | C   | A | R | I | V | S | F | I | L  | I | I | D   | E | I | TOTAL |
| 5 | 1 | 100 | 0 | 0 | 1 | 5 | 0 | 0 | 1 | 50 | 1 | 1 | 500 | 0 | 1 | 666   |

## Altres interpretacions
- Els Testimonis de Jehovà creuen que la bèstia anomenada 666, simbolitza a molts governs, que estaria en harmonia amb la representació simbòlica dels governs anteriors (indicats com a "reis") en el Llibre de Daniel com bèsties salvatges. La bèstia es diu que és "un nombre humà" i els governs que simbolitza la bèstia són tots d'un origen humà, no estan formats per entitats espirituals o dimonis.[5] Simbolitza el sistema polític a tot el món, autoritzat i controlat per Satanàs.
- José Luis de Jesús Miranda fundador i líder de la secta Creixent en Gràcia l'any 2007 s'auto proclamà l'anticrist marcant-se el nombre 666 en el braç. La majoria dels seus adeptes el consideren l'encarnació de Jesucrist a la terra.
- Alguns relacionen l'abecedari (A=100, B=101, C=102 ...) amb la paraula "'HITLER" obtenint 107+108+119+111+104+117 = 666.
- També s'ha dit que aquest nombre representa els intents fallits del dimoni per assolir la perfecció divina, representada pel nombre 7. Així 777 seria el nombre de Crist i 666 el triple intent fallit per arribar-hi.